# Monster Building

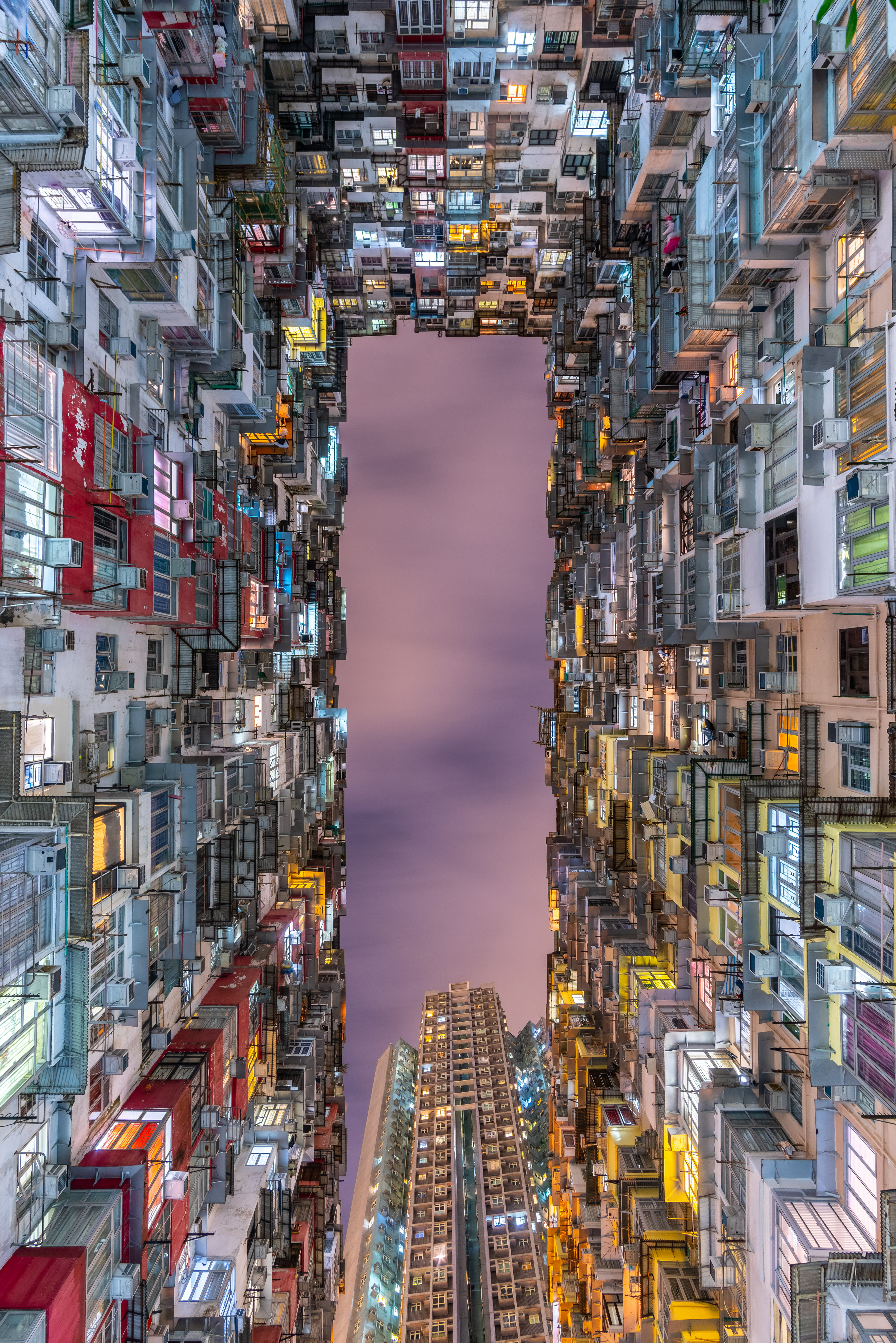
Vue vers le haut du Monster Building.

Le Monster Building ((怪獸大廈 ; littéralement, « Bâtiment monstre ») est un ensemble immobilier situé dans la baie de Quarry à Hong Kong et est constitué de cinq bâtiments physiquement connectés. 
L'ensemble, construit dans les années 1960, est constitué des bâtiments respectivement nommés Oceanic Mansion, Fook Cheong Building, Montane Mansion, Yick Cheong Building et Yick Fat Building. Vu du ciel, la structure forme un « E ». Sa forme et les couleurs des logements contribuent à sa popularité auprès des touristes et au moins deux films à grand budget comprennent des scènes tournées à proximité : Ghost in the Shell et Transformers: Age of Extinction.